# وزارة أحمد ماهر باشا الأولى
وزارة أحمد ماهر باشا الأولى هي الوزارة السابعة والخمسون في مصر، صدر المرسوم الملكي بتشكيلها في 8 أكتوبر 1944.:460:467

## أعضاء الحكومة
| الوزارة                                  | الوزير                        |
| ---------------------------------------- | ----------------------------- |
| رئيس مجلس الوزراء ووزير الداخلية         | أحمد ماهر باشا                |
| وزير الخارجية                            | محمود فهمي النقراشي باشا      |
| وزير المالية                             | مكرم عبيد باشا                |
| وزير العدل                               | حافظ رمضان باشا               |
| وزير الأشغال العمومية                    | محمود غالب باشا               |
| وزير الدفاع الوطني                       | السيد سليم                    |
| وزير الصحة العمومية                      | إبراهيم عبد الهادي            |
| وزير المعارف العمومية والشئون الاجتماعية | محمد حسين هيكل باشا           |
| وزير الأوقاف                             | الشيخ مصطفى عبد الرازق باشا   |
| وزير الزراعة                             | أحمد عبد الغفار باشا          |
| وزير المواصلات                           | إبراهيم دسوقي أباظة           |
| وزير التموين                             | طه محمد عبد الوهاب السباعي بك |
| وزير التجارة والصناعة                    | راغب حنا بك                   |

## تعديلات
- في 9 أكتوبر 1944 صدر مرسوم بإلغاء وزارة الوقاية المدنية.[2]:560